# Batalla de Călugăreni
La batalla de Călugăreni, lluitada el 13 d'agost de 1595 fou una de les batalles més importants de la història de Romania. En ella Miquel el Valent, amb l'ajut de l'hongarès Albert Király va impedir la invasió del Voivodat de Valàquia (Valahia) per part de l'Imperi Otomà amb un exèrcit dirigit per Koca Sinan Paixà, el governador de Rumèlia.

## Antecedents
Gràcies als poderosos suports que tenien a Constantinoble la família grega dels Cantacuzino a la qual la seva esposa s'emparentava per part de la seva mare, Miquel el Valent fou nomenat Voivoda (príncep) de Valàquia a finals de l'any 1593.

El 1594, el papa Climent VIII va organitzar una aliança de potències cristianes europees per oposar-se a l'Imperi Otomà (la Lliga Santa del Papa Climent VIII); el Sacre Emperador Romà, Rodolf II i Segimon Bathory de Transilvania, van signar a Praga un tractat d'aliança. Aron Vodă, de Moldàvia, i Miquel el Valent de Valàquia, es van unir a l'aliança aquell mateix any. El príncep de Valàquia va iniciar una campanya contra els otomans a la tardor de 1594, conquerint diversos castells a prop del baix Danubi, incloent-hi Giurgiu, Brăila, Hârşova i Silistra, mentre que els seus aliats moldaus derrotaven els exèrcits otomans a Iaşi i altres parts de Moldàvia. Miquel va continuar els seus atacs a l'interior de l'Imperi Otomà, prenent els forts de Nicòpolis, Ribnic i Chília i fins i tot arribant fins a Adrianòpolis. En un moment donat, les seves forces es trobaven a només 24 quilòmetres de la capital otomana, Constantinoble.

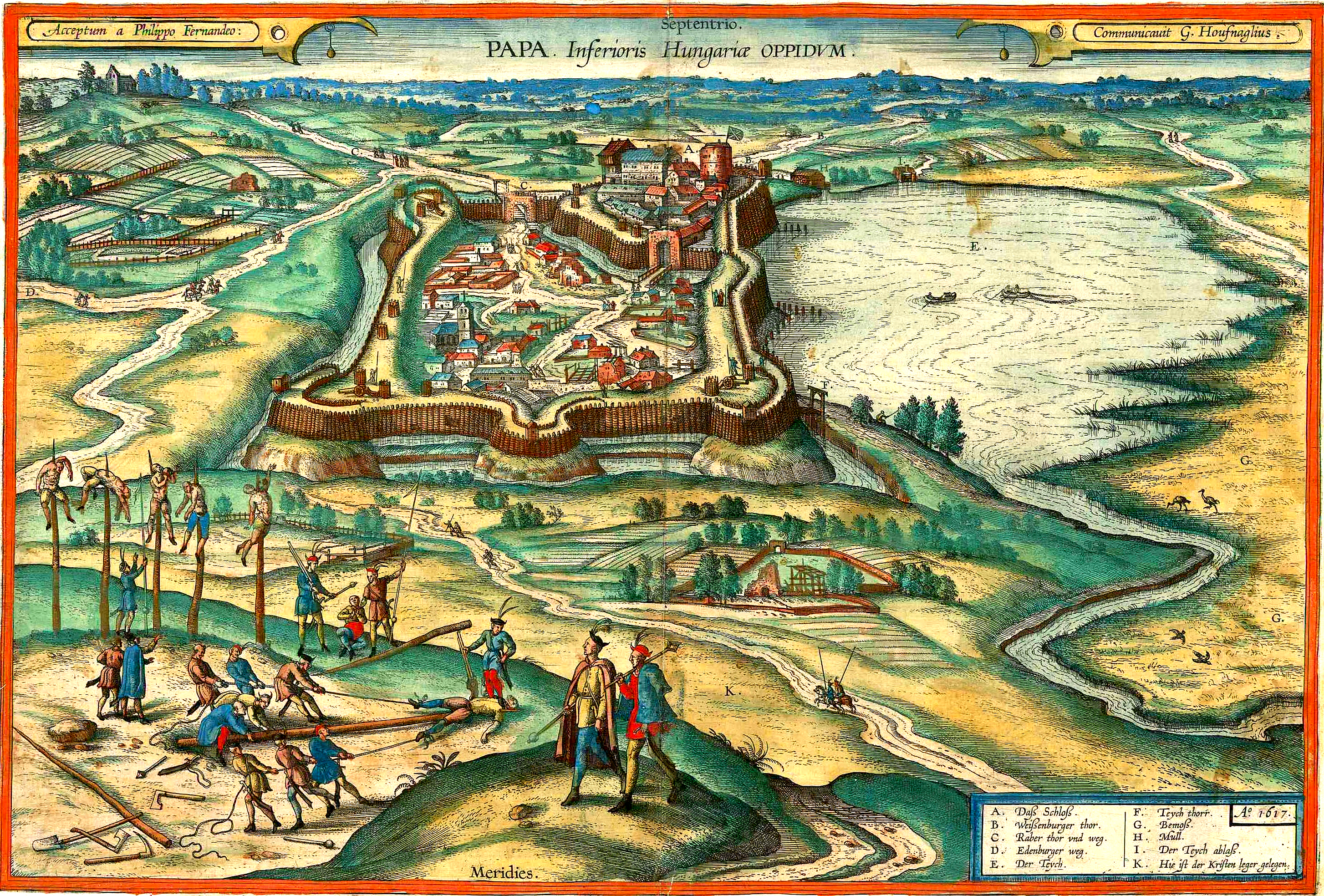
L'execució dels mercenaris valons amotinats el 1600

No obstant això, es va veure obligat a replegar-se pel Danubi, i els otomans al seu torn van dirigir una contraofensiva massiva (100.000 homes) que no només tenia com a objectiu recuperar les seves possessions recentment capturades, sinó també conquistar Valàquia una vegada per totes. L'empenta va tenir un èxit inicial, aconseguint capturar no només Giurgiu sinó també Bucarest i Târgovişte.

## Batalla
Els otomans van atacar travessant els fangars dels marges del riu Neajlov capturant els canons dels valacs i tot seguit els geníssers van carregar des de la rereguarda per dispersar als valacs. Miquel el Valent va dirigir el contraatac de la cavalleria, reorganitzant els seus, que van recuperar els canons, obligant als otomans a fugir per un petit pont, provocant el pànic.

## Conseqüències
Koca Sinan Paixà va caure del cavall en la fugida i va perdre dues dents. Tot i la victòria, en comptar amb poques tropes per contraatacar, Miquel el Valent es va retirar a Stoeneşti, Transsilvània fins que l'exèrcit de Segimon Bathory es va reunir.
El comandament otomà va deixar de perseguir l'exèrcit valac en retirada, centrant-se en comptes en fortificar Târgoviște i Bucarest i plantejar-se la seva tasca com a feta. Miquel va haver d'esperar gairebé dos mesos perquè arribés l'ajut dels seus aliats, però quan ho va fer la seva contraofensiva va prendre per sorpresa els otomans, aconseguint escombrar les defenses otomanes en tres camps de batalla successius, a Târgovişte (18 d'octubre), Bucarest (22 d'octubre), i Giurgiu (26 d'octubre). La batalla de Giurgiu, en particular, va ser devastadora per a les forces otomanes, que van haver de retirar-se a través del Danubi en desastre.
El punt d'inflexió de la guerra va ser la batalla de Mezőkeresztes, que va tenir lloc al territori d'Hongria els 24-26 d'octubre de 1596. La força combinada Habsburg-Transilvana de 45–50.000 soldats va ser derrotada per l'exèrcit otomà quan els soldats cristians, pensant que havien guanyat la batalla, van deixar de lluitar per tal de saquejar el camp otomà. Malgrat aquesta victòria, els otomans van adonar-se per primera vegada de la superioritat dels equips militars occidentals sobre les armes otomanes. Aquesta batalla va ser la primera significativa a Europa central entre un gran exèrcit cristià i l'exèrcit turc otomà després de la batalla de Mohács. No obstant això, els austríacs van reconquerir Győr i Komarom el 1598 i la guerra entre Valàquia i els otomans va continuar fins a finals del 1599, quan Miquel no va poder continuar la guerra a causa del poc suport dels seus aliats.
A mig termini va posar les bases de la formació d'un estat centralitzat romanès amb la unió de transsilvans, valacs i moldaus.